# Bordhubschrauber

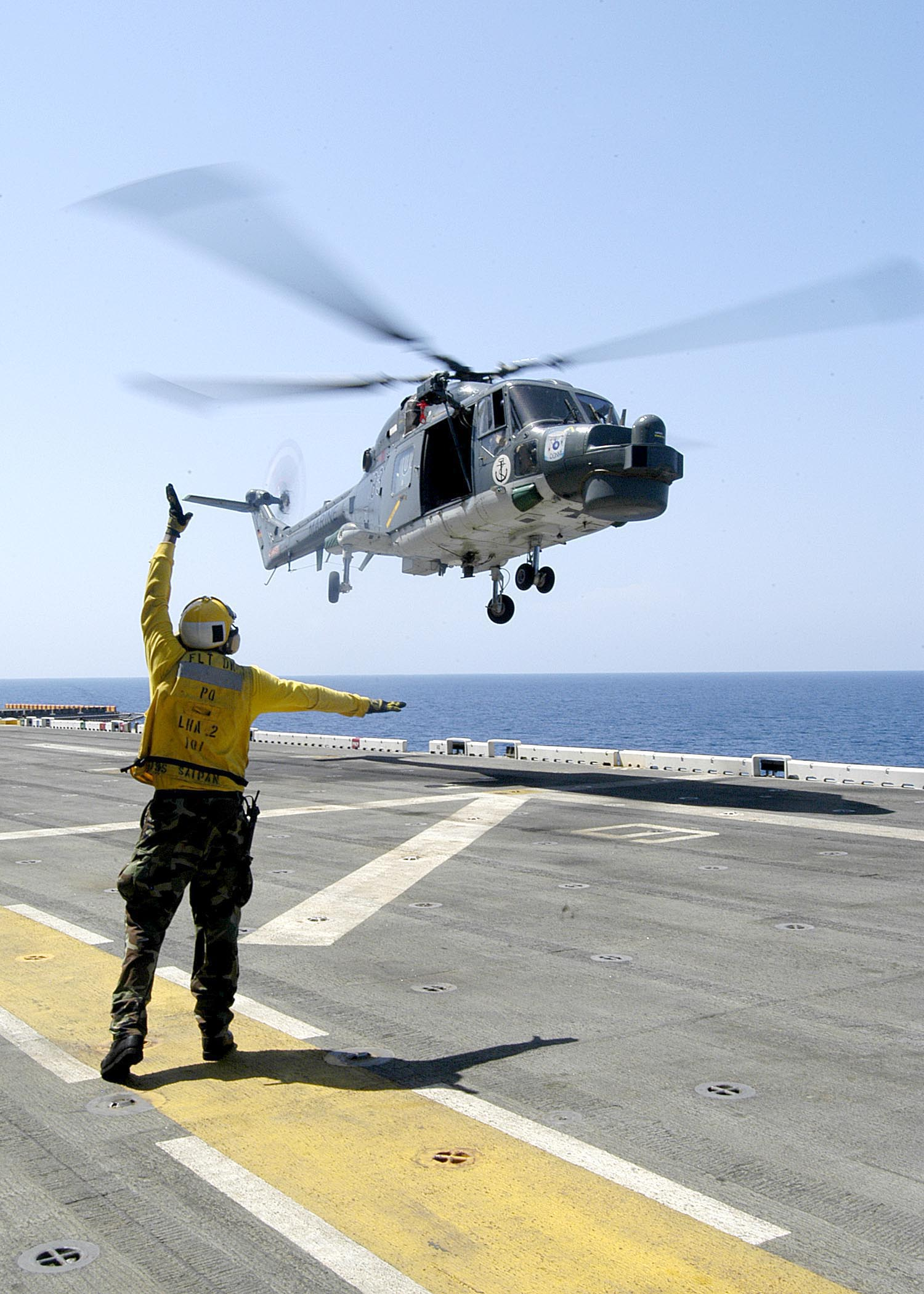
Landung eines Bordhubschraubers an Deck eines Schiffes

Ein Bordhubschrauber (BHS) ist ein Hubschrauber, der an Bord von Schiffen mitgeführt und von dort eingesetzt wird. Es gibt zivile und militärische Bordhubschrauber.

## Geschichte
Der erste dokumentierte Einsatz eines Bordhubschraubers wird der deutschen Kriegsmarine und Luftwaffe zugeschrieben. Sie erprobten 1940 und 1941 einen Hubschrauber des Typs Flettner Fl 265 auf dem Leichten Kreuzer Köln. Anstelle dieses Versuchstyps wurde ab 1942 der Typ Flettner Fl 282 Kolibri für den Bordeinsatz beschafft. Er kam unter anderem ab November 1942 auf dem Minenschiff Drache zum Einsatz. Die bei Kriegsende von den USA und der Sowjetunion erbeuteten drei Hubschrauber wurden ausgiebig getestet und beeinflussten die weitere Entwicklung in diesen Ländern.

## Aufgaben und Typen
Bordhubschrauber können für eine große Zahl unterschiedlicher Aufgaben eingesetzt werden. Dazu gehören der Transport von Personal und Material und die Beobachtung aus der Luft.
Militärische Hubschrauber dienen außerdem zur U-Jagd, zur Ortung und Bekämpfung von Überwasserzielen und für die amphibische Kriegsführung. Bordhubschrauber in der U-Jagd-Rolle können über Radargeräte, Sonarortungssysteme in Form eines Tauchsonars oder von Sonobojen und über U-Jagd-Torpedos verfügen. Hubschrauber zur Bekämpfung von Überwasserzielen können mit Flugkörpern oder Maschinengewehren ausgerüstet sein. Sonderrollen für Bordhubschrauber sind die Räumung von Seeminen und die Frühwarnung. So entschloss sich die britische Royal Navy während des Falklandkriegs, Hubschrauber mit einem Radar für die Frühwarnung gegen Flugzeuge auszustatten, weil keine anderen Frühwarnflugzeuge zur Verfügung standen.
Bei amphibischen Landungen transportieren Hubschrauber Truppen und Material. Außerdem können Kampfhubschrauber mit Rohrwaffen und Raketen zur Unterstützung eingesetzt werden.
Als Bordhubschrauber stehen eine Anzahl von geeigneten Mustern zur Verfügung. Ihre Auswahl richtet sich nach den vorgesehenen Aufgaben und nach der Größe des vorhandenen Flugdecks. Während zivile Hubschrauber auf Yachten und Spezialschiffen meist in dem sehr engen Aufgabenspektrum von Transport und teilweise Überwachung eingesetzt werden, besteht für militärische Hubschrauber ein größeres Aufgabenspektrum. Deshalb kommen auf Kriegsschiffen neben Transporthubschraubern für taktische Aufgaben häufig Mehrzweckhubschrauber zum Einsatz, die sich in ihrer Größe und Ausstattung unterscheiden.

Typen und Einsatzmöglichkeiten von Bordhubschraubern
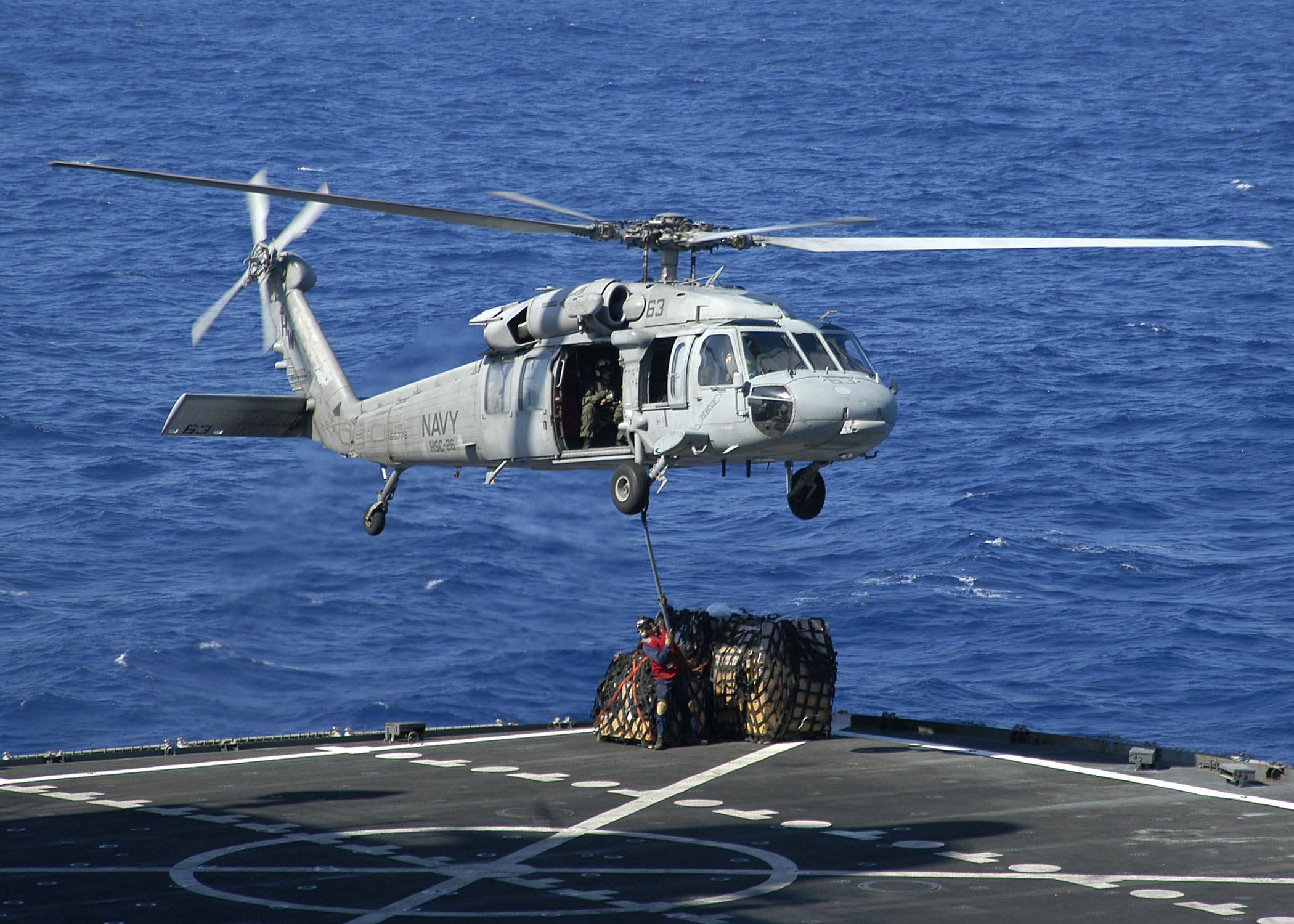
An einem militärischen Bordhubschrauber des Typs Sea Hawk werden Außenlasten zum Transport befestigt
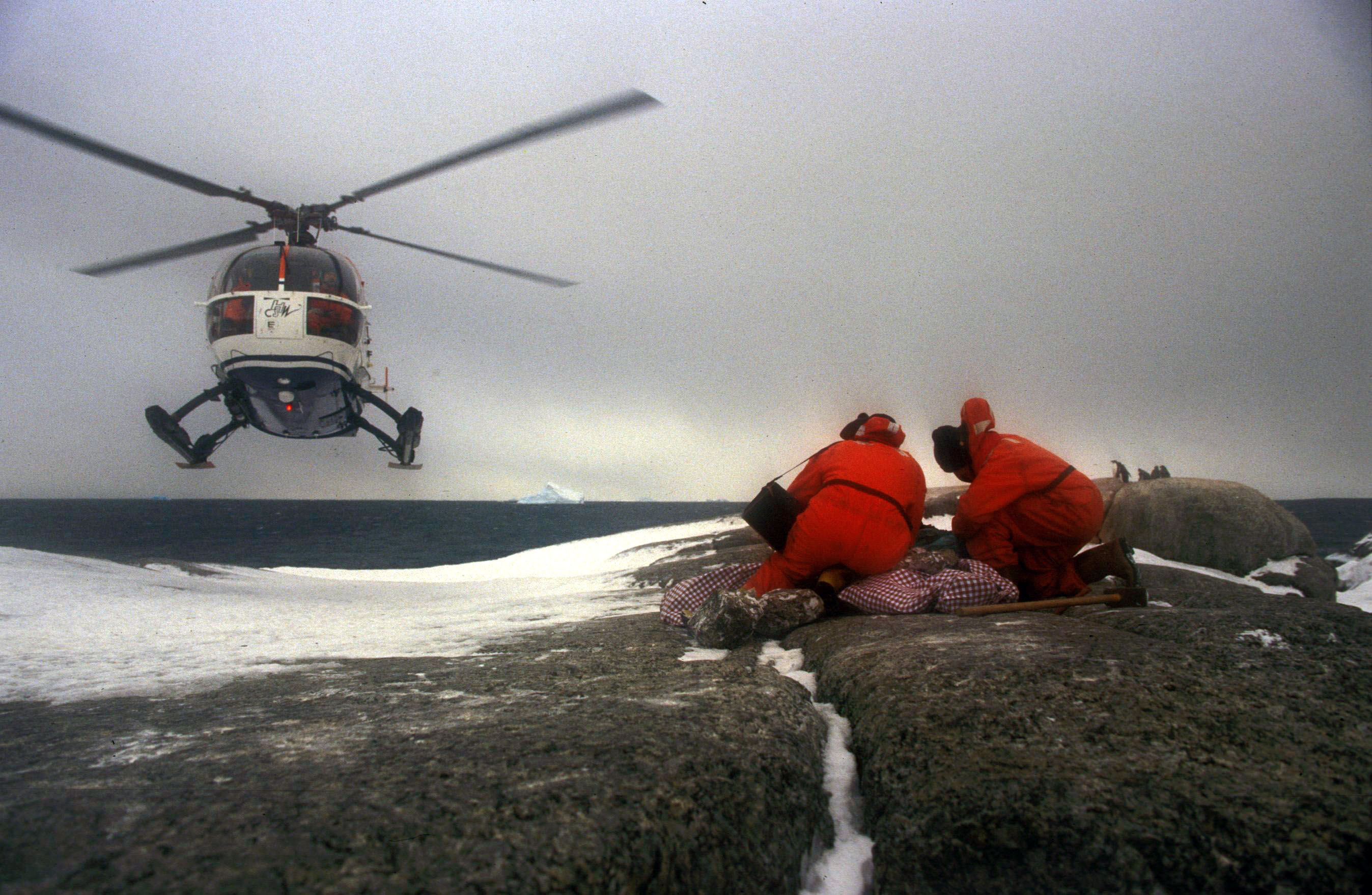
Ein Bordhubschrauber des Typs Bo 105 des deutschen Forschungsschiffs Polarstern unterstützt Wissenschaftler bei einer geologischen Untersuchung
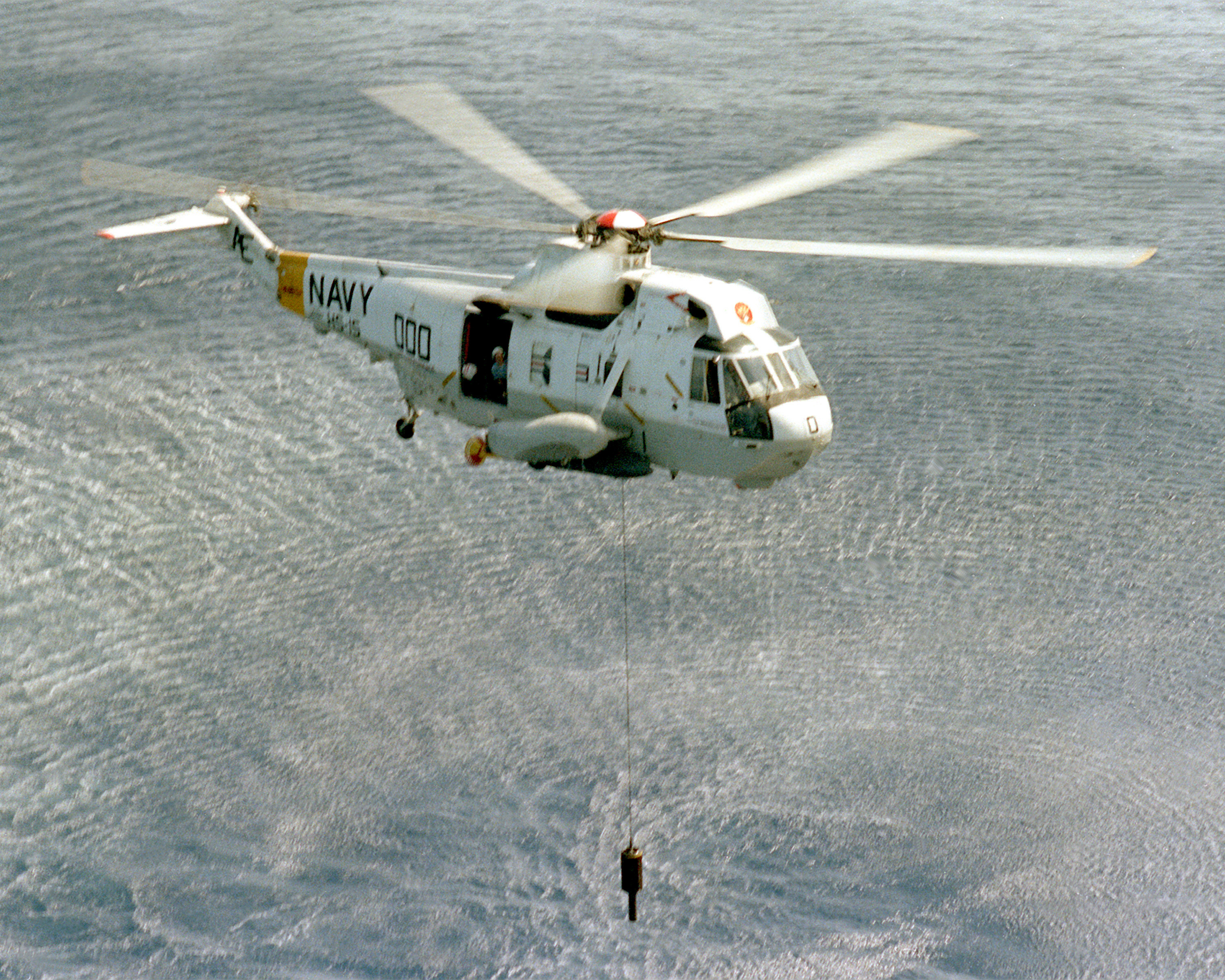
Einsatz eines Tauchsonars vom Typ AN/AQS-13 durch einen BHS Sea King
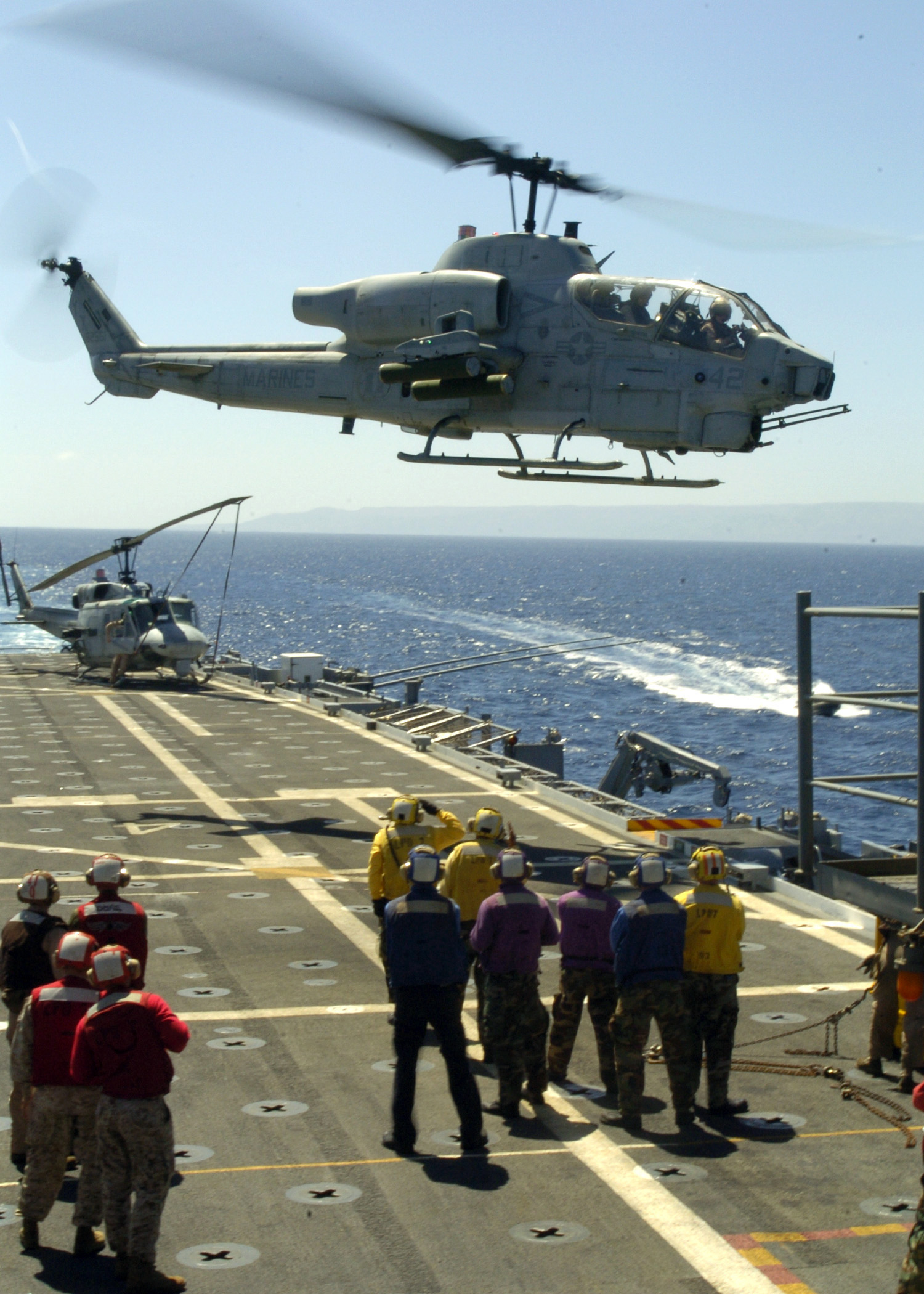
Ein mit Flugkörpern und Rohrwaffen ausgerüsteter Kampfhubschrauber des Typs Bell AH-1 Cobra
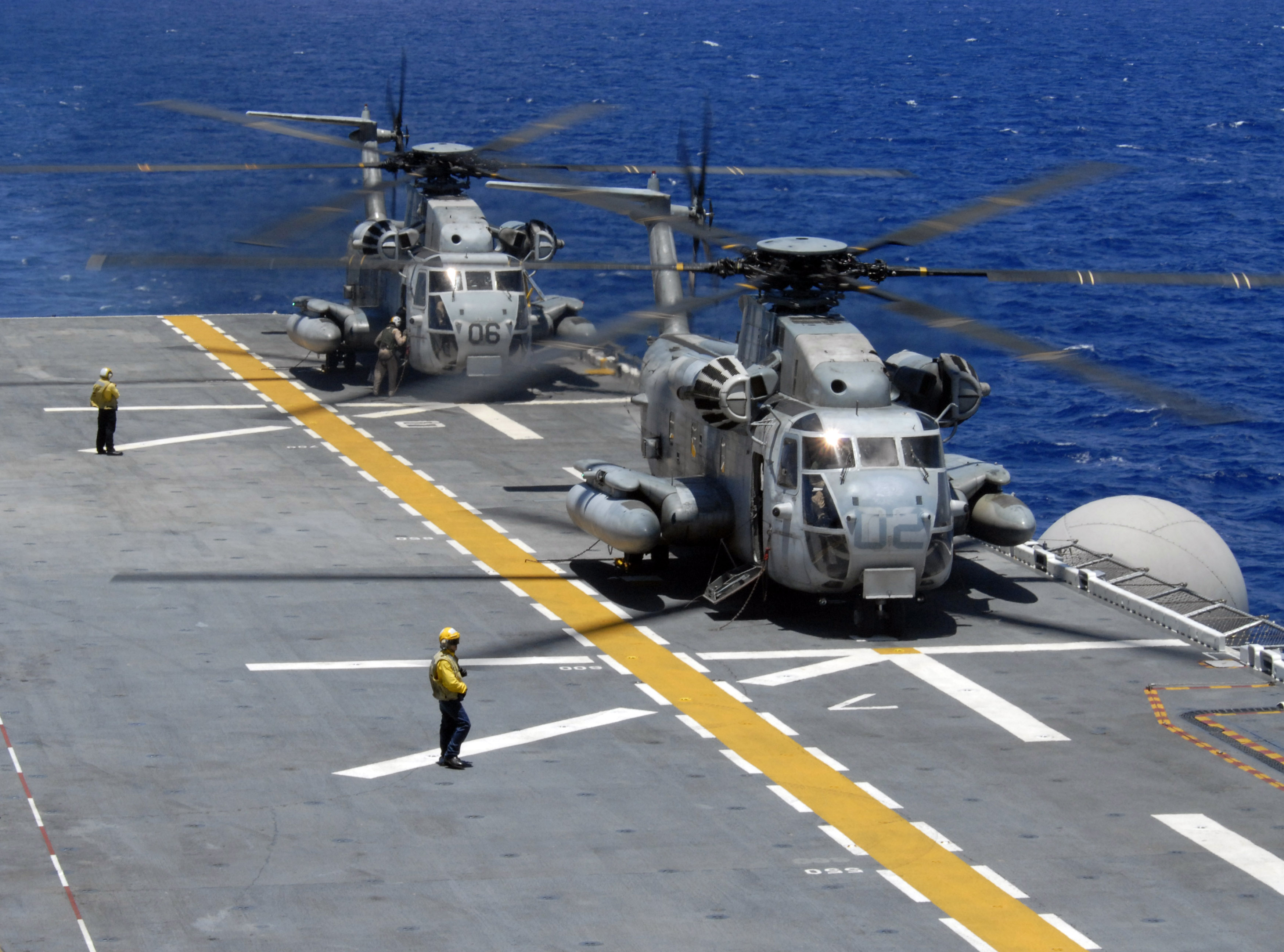
Zwei Hubschrauber des Typs CH-53 Sea Stallion für den Truppentransport an Deck eines amphibischen Hubschrauberträgers
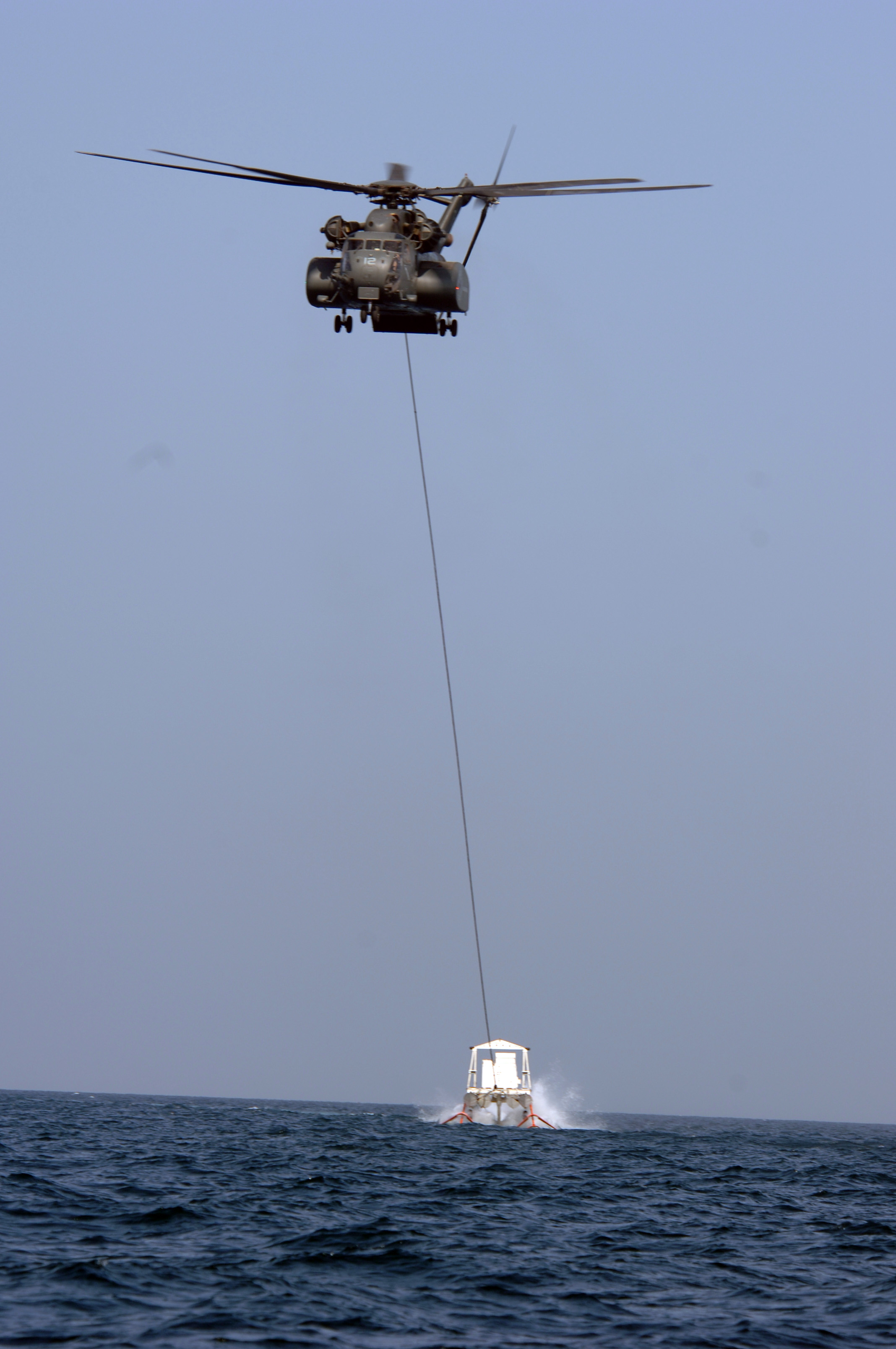
Ein Minensuchhubschrauber des Typs MH-53E Sea Dragon im Einsatz

## Plattformen
Da Hubschrauber senkrecht starten und landen können, benötigen sie keine Landebahn und können nicht nur von Flugzeugträgern mitgeführt werden, sondern auch von kleineren Wasserfahrzeugen, die dafür ausgestattet sind. Bordhubschrauber werden auf Kriegsschiffen, verschiedenen zivilen Spezialschiffen und großen Yachten eingesetzt. Als Plattformen kommen insbesondere in Frage:
- Kriegsschiffe
  - Flugzeugträger
  - Hubschrauberträger
  - Kampfschiffe (v. a. Kreuzer, Zerstörer, Fregatten, Korvetten)
  - Landungsfahrzeuge verschiedener Typen
  - Versorgungsschiffe
- Spezialschiffe
  - Küstenwachschiffe
  - Eisbrecher
  - Forschungsschiffe
- Yachten
  - Megayachten

Schiffe mit Bordhubschraubern
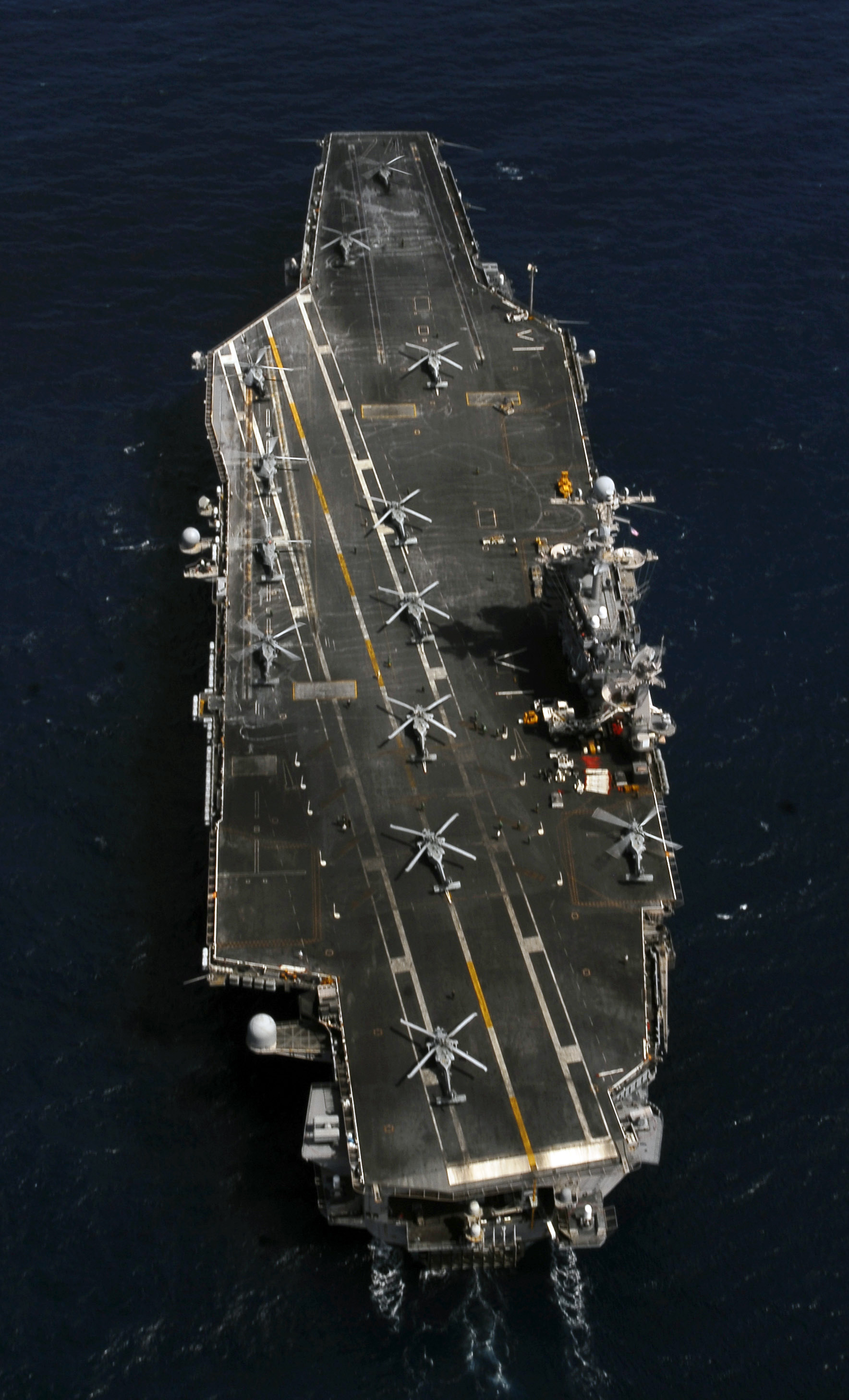
Hubschrauber auf einem Flugzeugträger
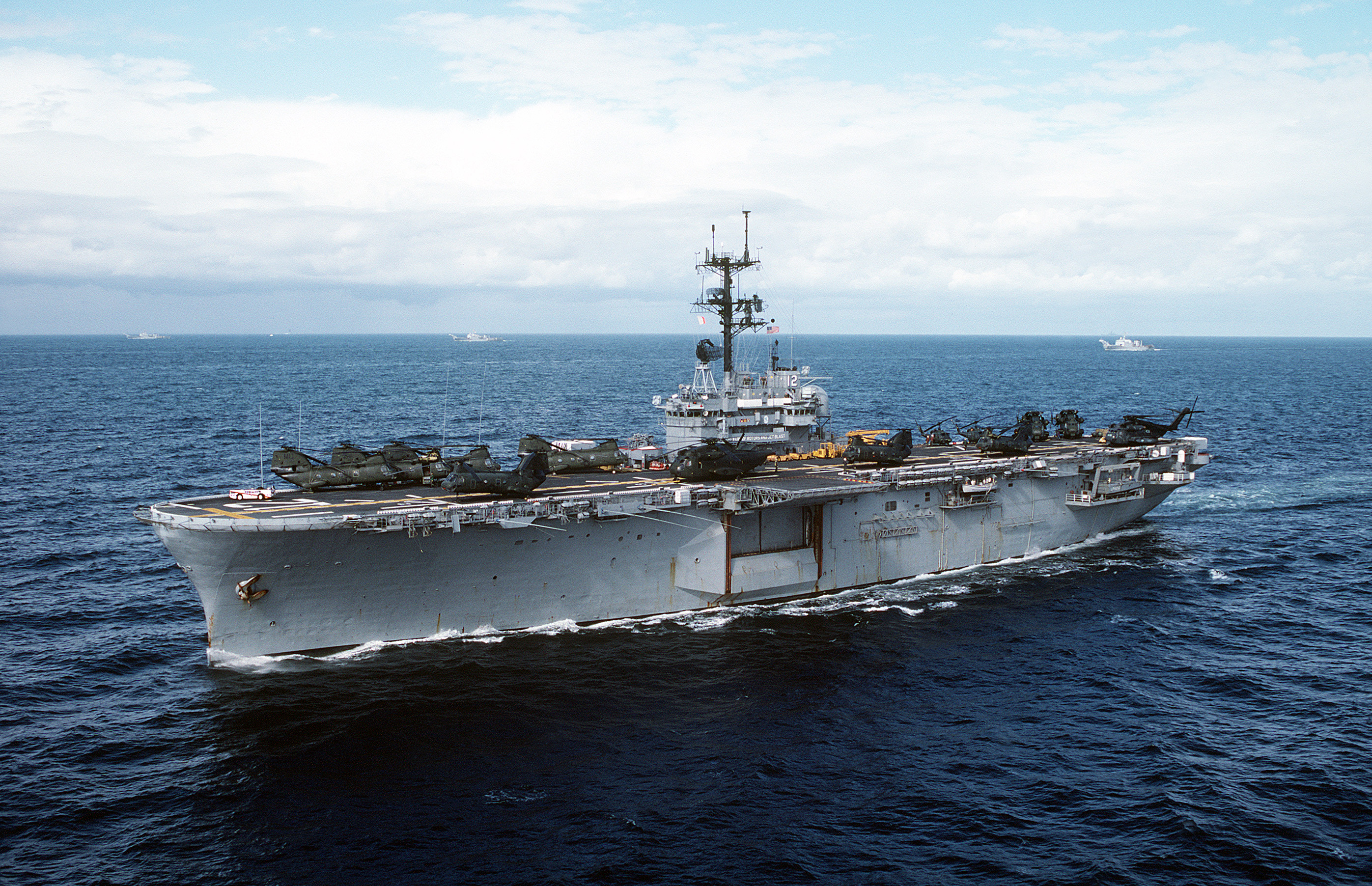
Hubschrauberträger mit vollem Flugdeck
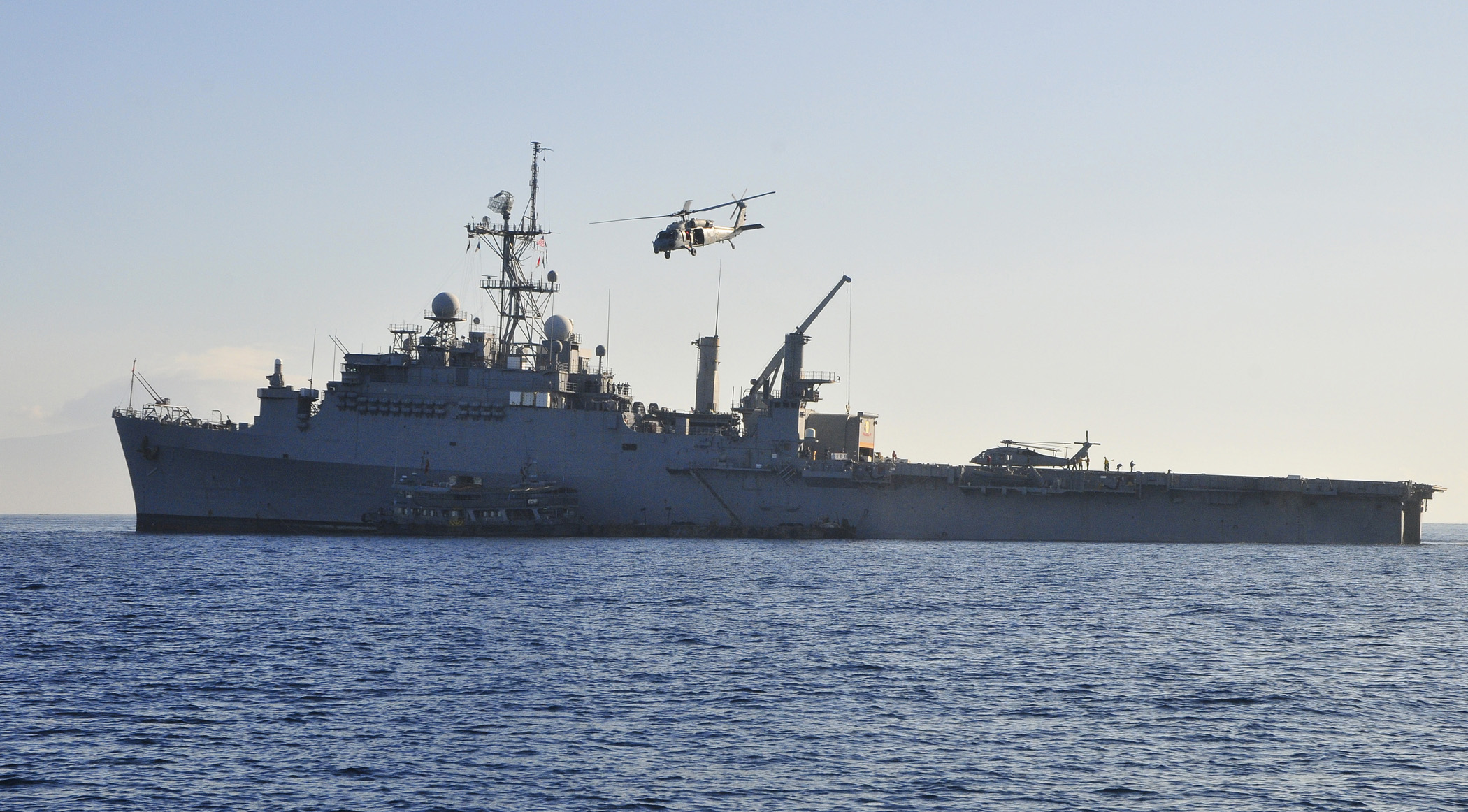
Docklandungsschiff mit Hubschraubern
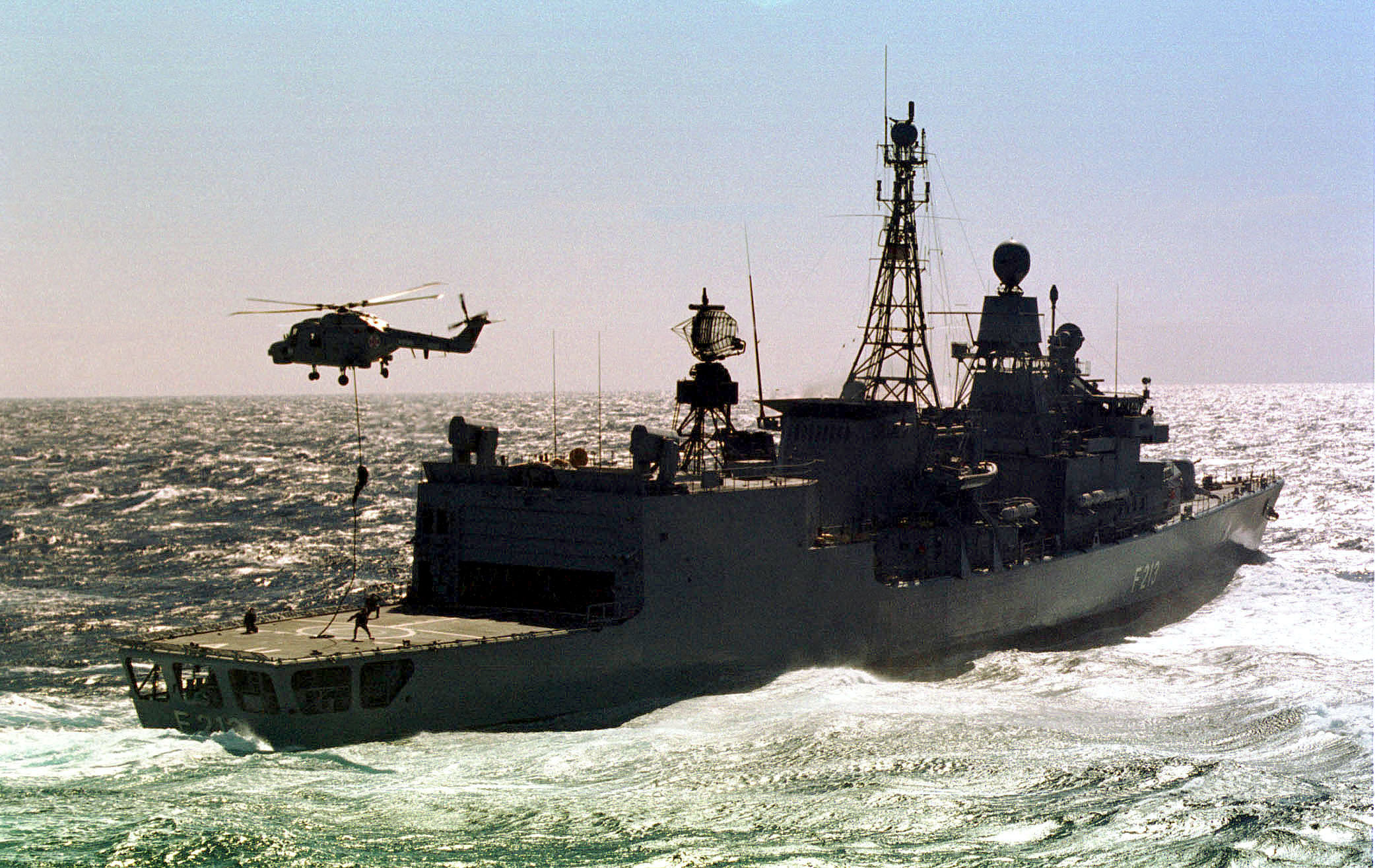
Eine Fregatte bei einer Übung mit einem Hubschrauber
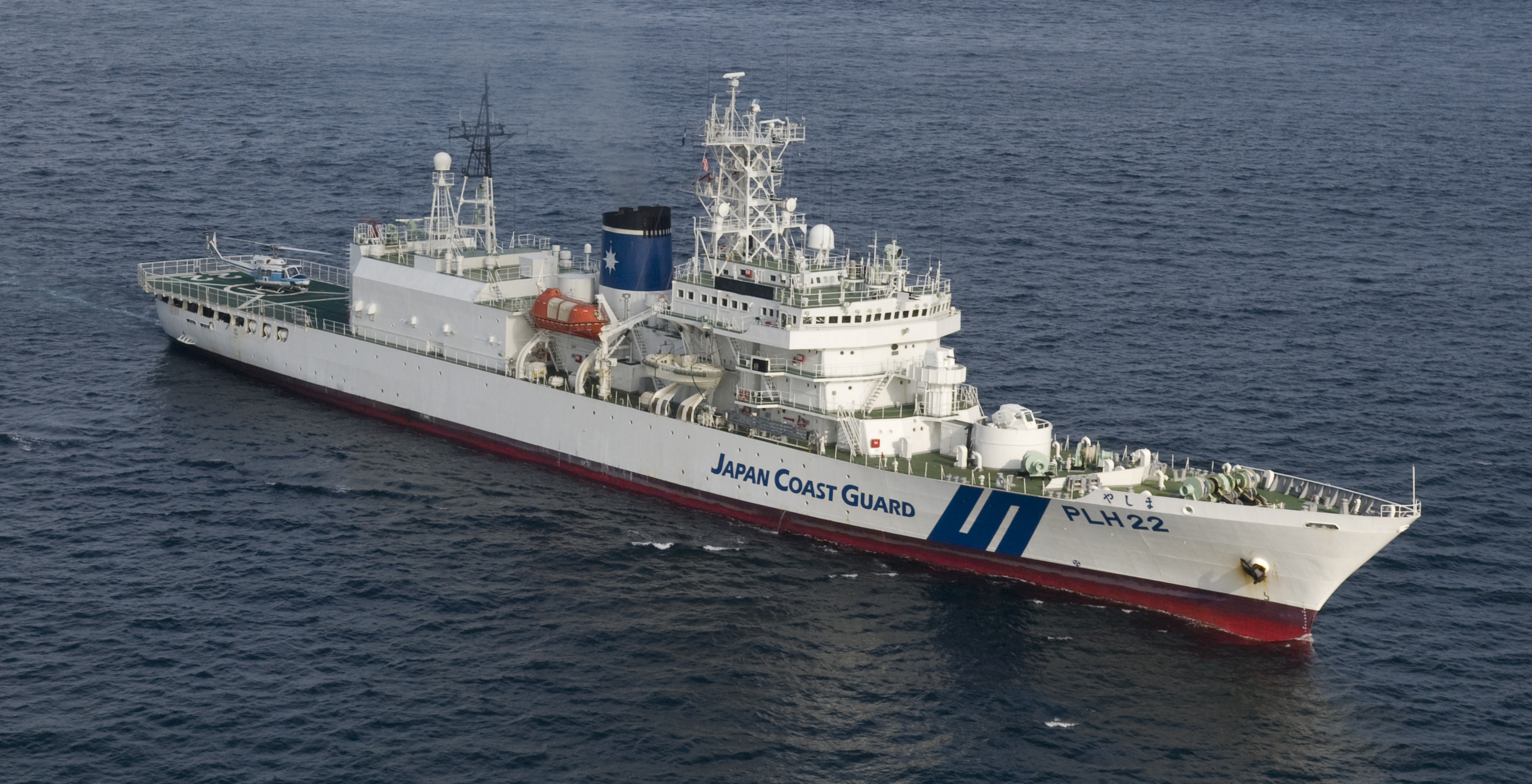
Schiff der japanischen Küstenwache mit Hubschrauber
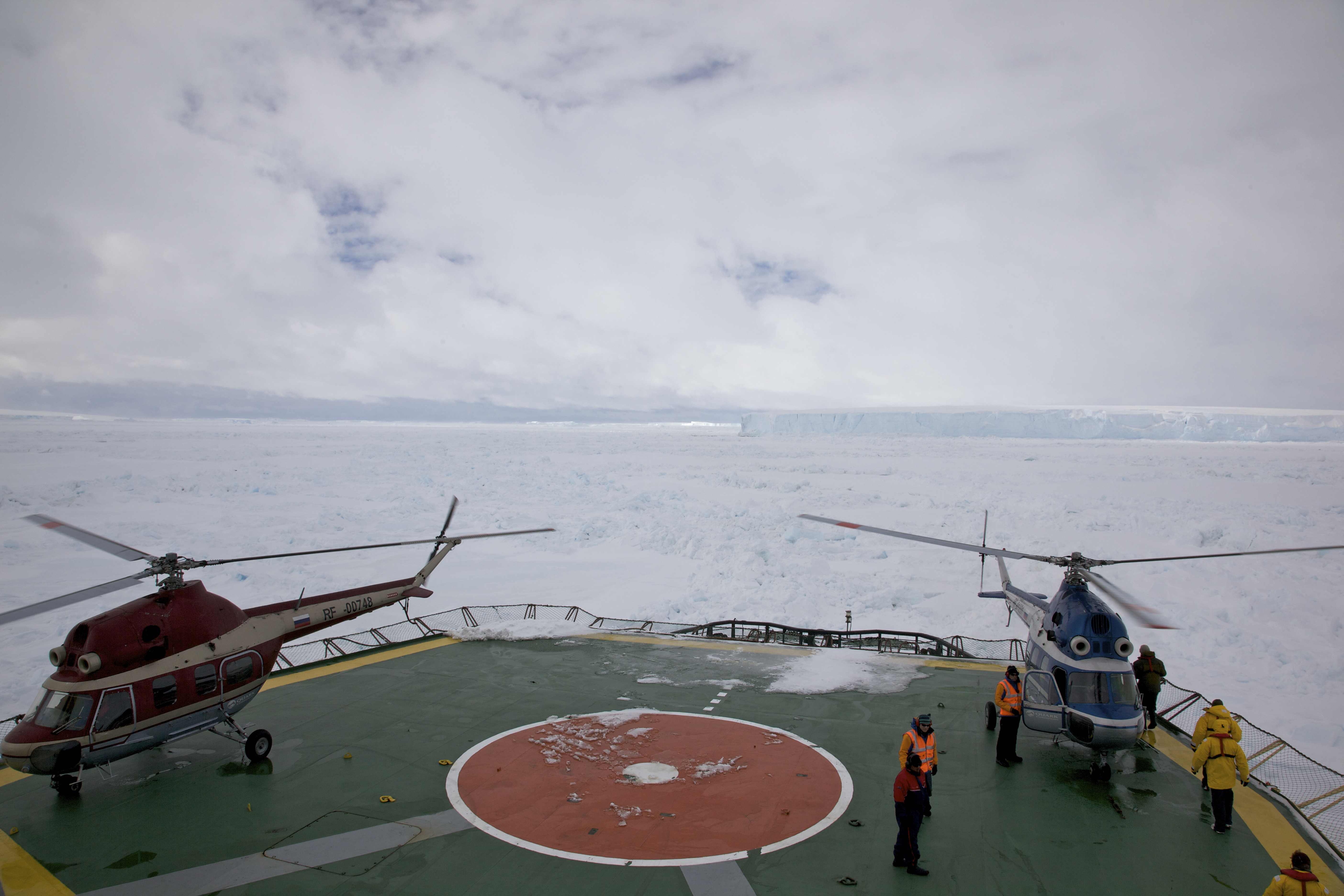
Zwei BHS des Typs Mil Mi-2 auf dem Landedeck eines Eisbrechers

## Technische Voraussetzungen der Hubschrauber und Plattformen
Bordhubschrauber und ihre Plattformen müssen technisch auf den Bordbetrieb eingerichtet sein. Schiffe müssen, um ständig einen oder mehrere Hubschrauber mitführen und einsetzen zu können, über ein für den jeweiligen Typ ausreichendes Landedeck und die für die Wartung erforderlichen Einrichtungen verfügen.
Das Landedeck kann über einen oder mehrere Landeplätze (Spots) verfügen. Die Landedecks sind mit Sicherungseinrichtungen ausgestattet, mit Hilfe derer Hubschrauber bei Seegang gesichert werden können. Dazu gehören Zurrösen und bei einigen Typen ein Landegrid, in das sich dafür ausgerüstete Hubschrauber mit einem Haken (Harpune) einrasten können. Zu den Einrichtungen auf dem Flugdeck gehört eine Betankungsanlage, auf einigen Schiffen zudem eine Einrichtung, um Hubschrauber im Schwebflug zu betanken (Helicopter In-Flight Refueling, HIFR). Bordhubschrauber müssen für diese Art der Betankung ausgelegt sein.
Die meisten Schiffe mit Bordhubschraubern sind mit einem Hangar ausgestattet. Um Hubschrauber auch bei Seegang sicher in den Hangar verfahren zu können, verfügen viele Schiffe über besondere, auf den vorgesehenen Hubschraubertyp zugeschnittene Verfahranlagen. Die Rotorblätter der Hubschrauber müssen eingefaltet werden können, um sie im Schiffshangar unterbringen zu können. Auf Schiffen ohne Hangar müssen die Bordhubschrauber auf andere Weise vor Witterungseinflüssen geschützt werden.
Der Flugbetrieb wird durch verschiedene Anflug- und Landesysteme unterstützt. Dazu können ein Anflugradar, ein Horizontbalken oder eine optische Anflughilfe (Glide Path Indicator, GPI) gehören. Auf einigen Schiffen wird der Flugbetrieb aus einem Kontrollraum über dem Landedeck (Tower) gesteuert und überwacht.

Technische Einrichtungen für den Hubschrauberbetrieb
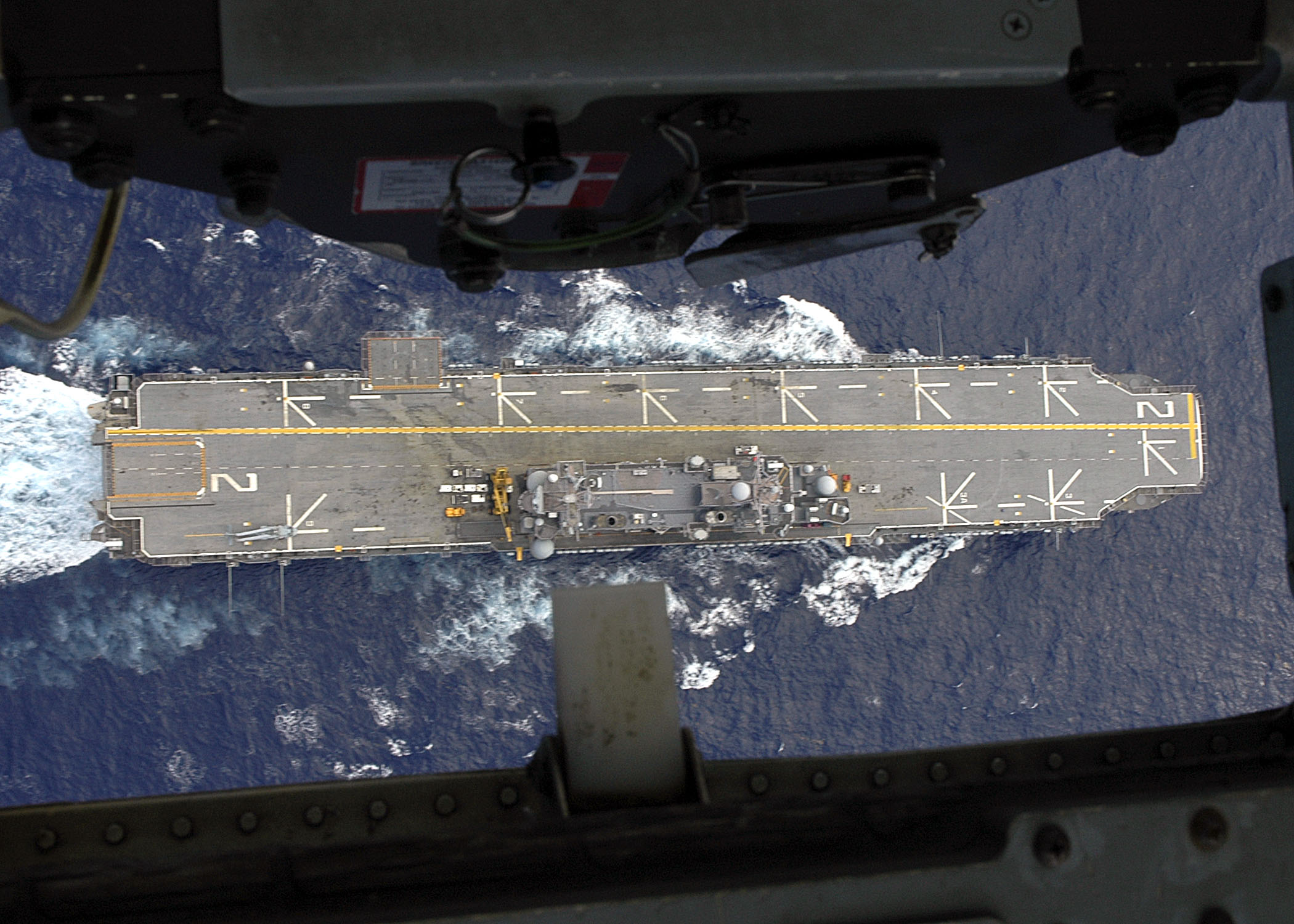
Landespotmarkierungen auf einem Hubschrauberträger
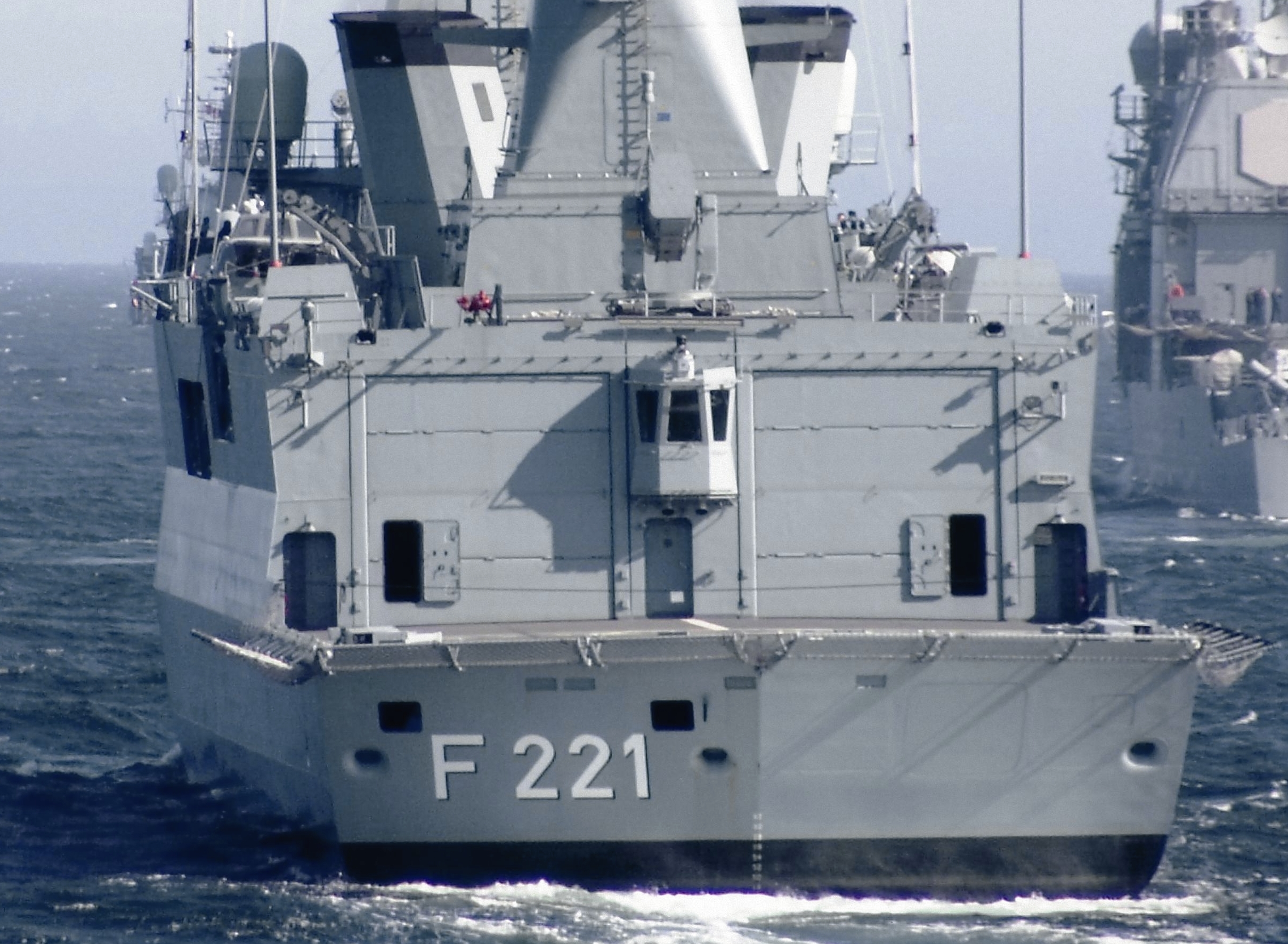
Flugdeckeinrichtungen einer größeren Fregatte (Details als Notizen anzeigbar)
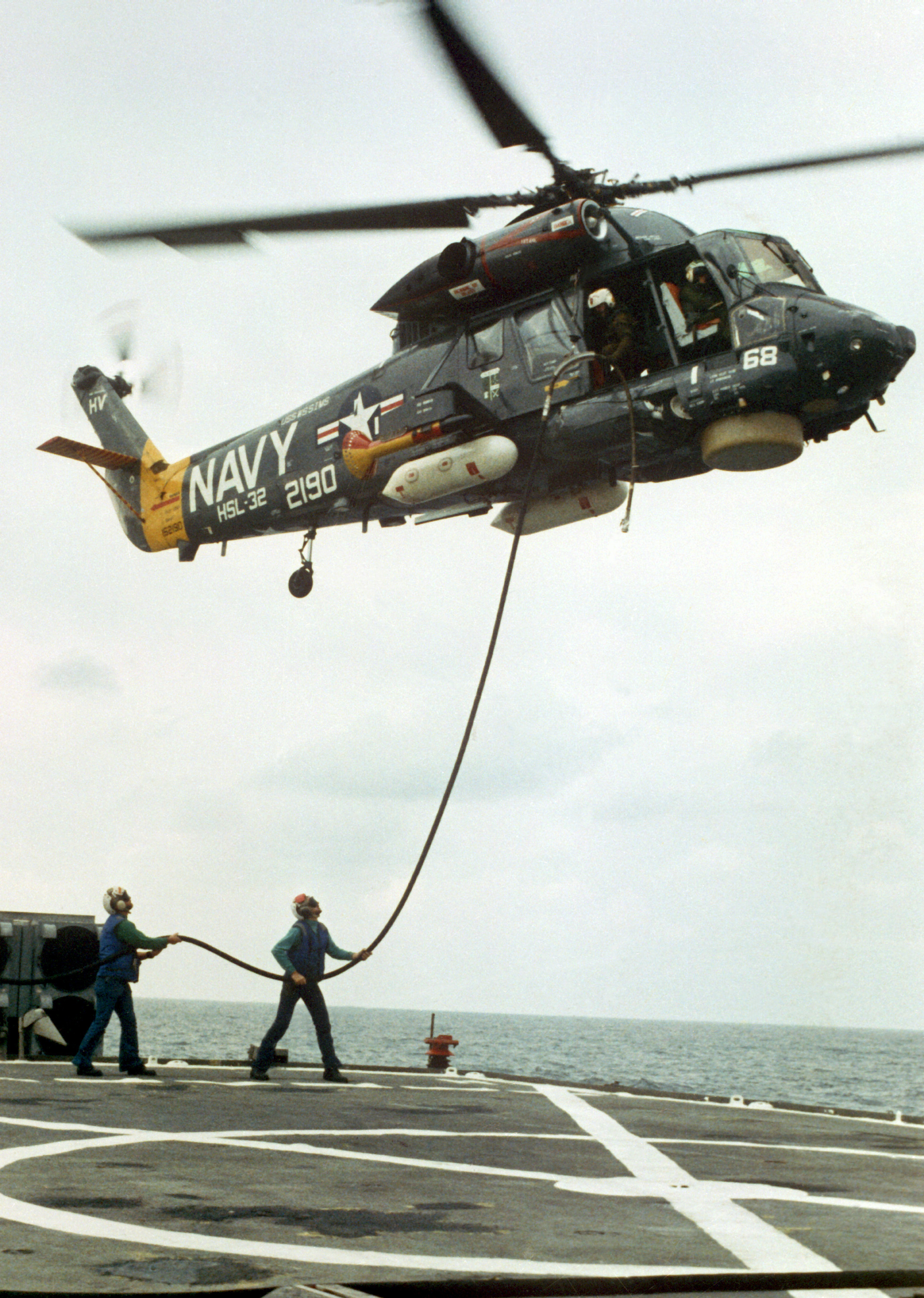
Betankung eines über dem Flugdeck schwebenden Hubschraubers des Typs Seasprite (Helicopter In-Flight Refueling, HIFR)
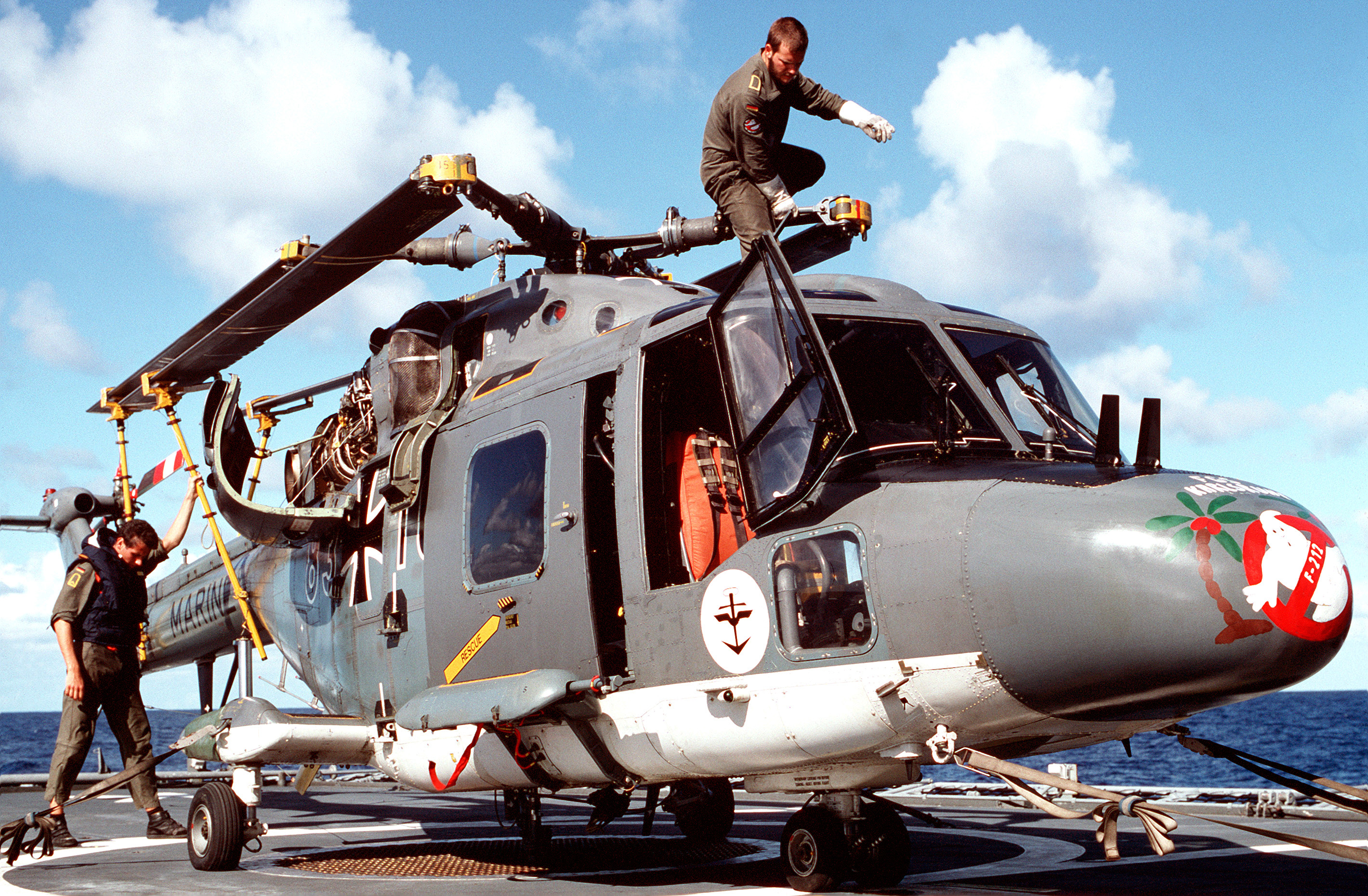
Wartungsarbeiten: Ein BHS Sea Lynx ist mit Harpune und Laschings gesichert. Die Rotorblätter sind gefaltet um den BHS in den Hangar verfahren zu können.
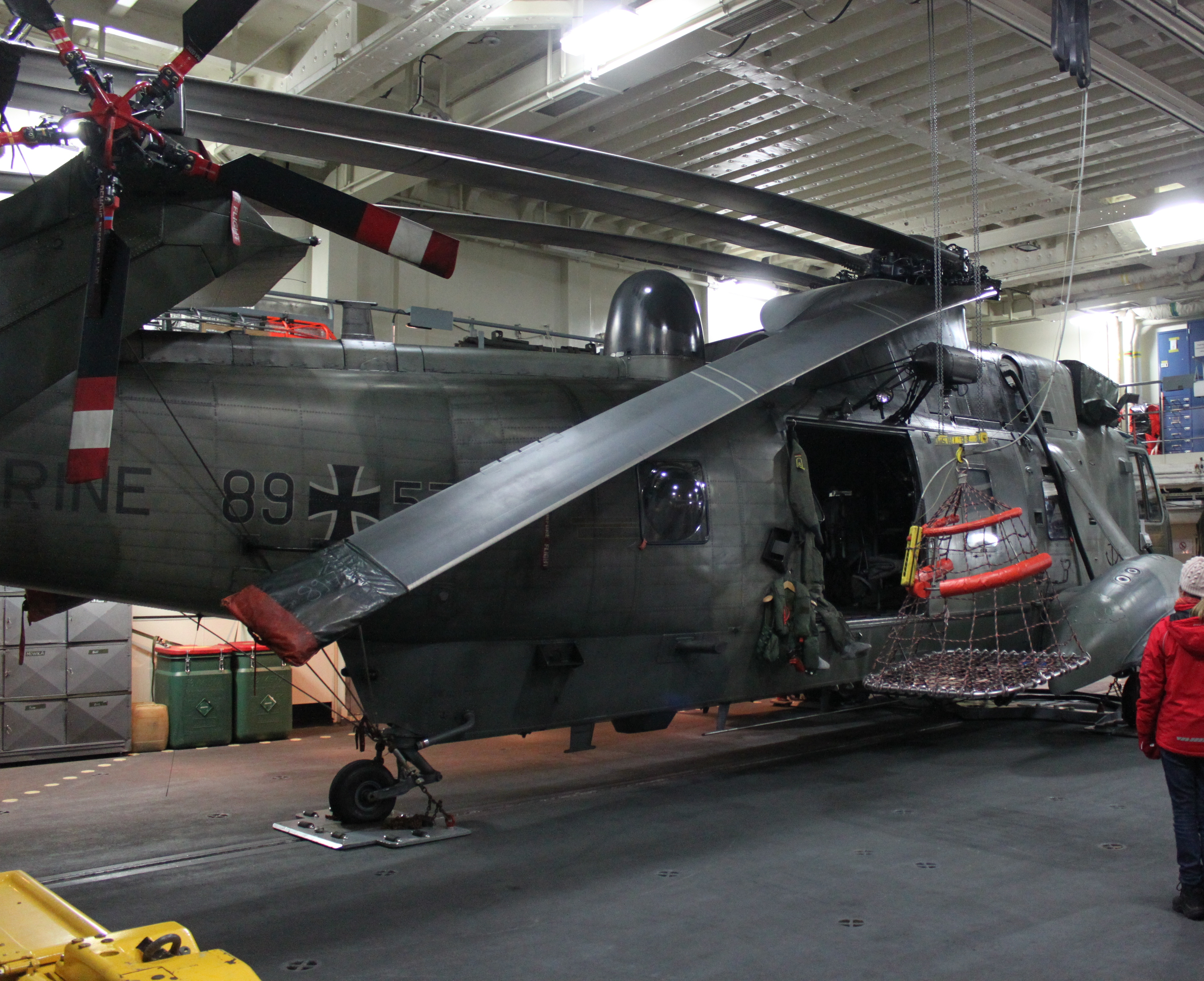
Ein BHS Sea King im Hangar. Unter dem Hinterrad ist die Verfahranlage sichtbar, die Rotorblätter sind gefaltet.
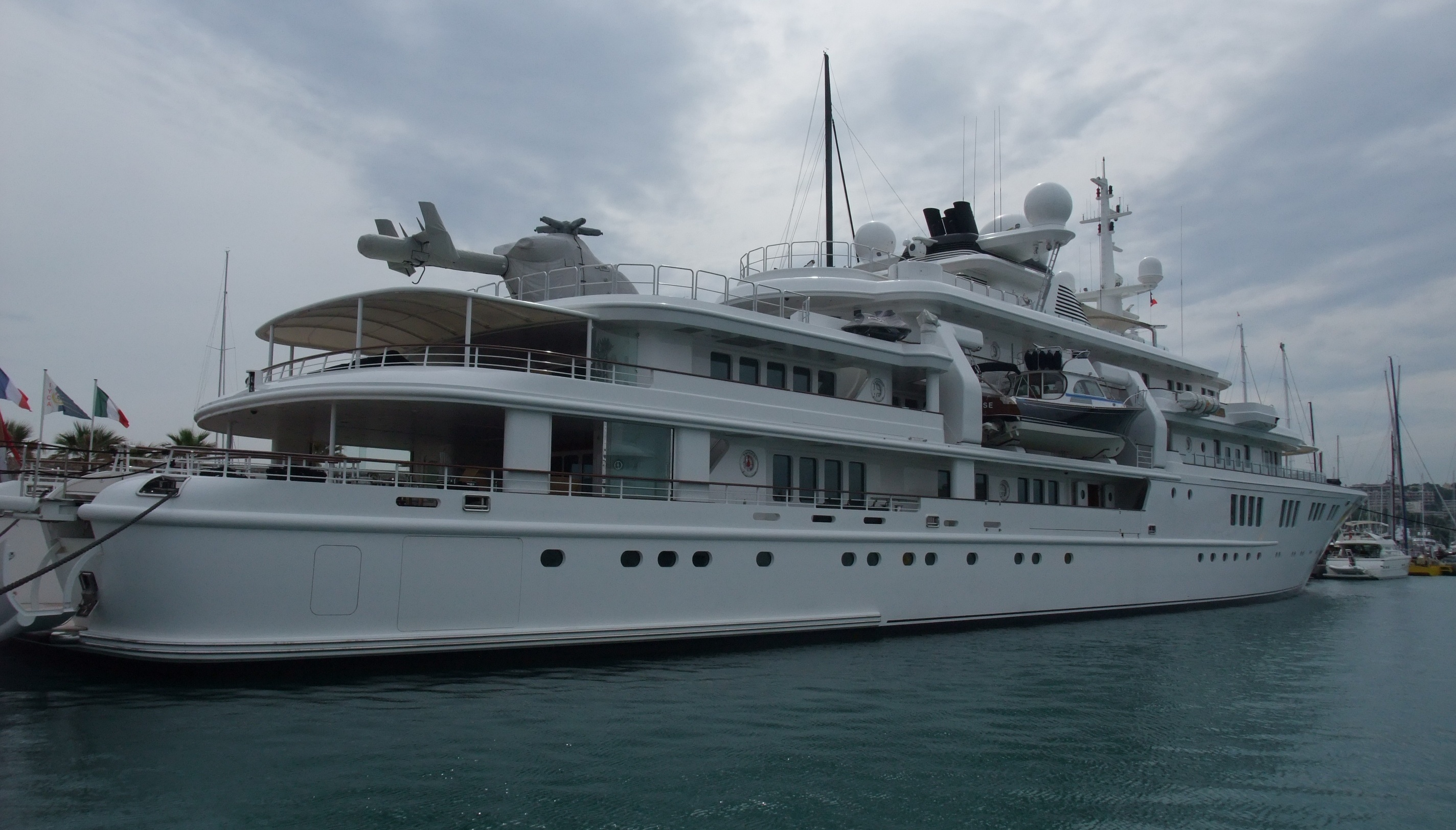
Der Hubschrauber dieser Yacht ohne Hangar ist durch Planen und Abbau der Rotorblätter gegen Witterungseinflüsse geschützt.

## Multinationale Betriebsstandards
Um zu gewährleisten, dass Hubschrauber sicher auf anderen als der eigenen Mutterplattform starten und landen können, gibt es eine Anzahl von Verfahren, die zwischen verschiedenen Marinen in so genannten HOSTAC-Vorschriften (HOSTAC: Helicopter Operation of Ships Other Than Carriers) festgelegt worden sind und sich auf Schiffe ohne durchgehendes Flugdeck beziehen. An der HOSTAC-Arbeit beteiligen sich 51 Marinen aus NATO-Staaten, Lateinamerika, dem asiatisch-pazifischen Raum und seit 2005 dem Nahen und Mittleren Osten.
Geregelt werden Start- und Landeverfahren und Standards für die Signalgebung, Betriebseinrichtungen und Decksbeleuchtung. Außerdem werden allgemeine Grenzen für den Wind über dem Flugdeck festgelegt, innerhalb derer Flugbetrieb mit fremden Hubschraubern erlaubt ist. Ein neuerer Regelungsgegenstand sind die Verfahren für den Nachtflugbetrieb mit Nachtsichtgeräten.